# Grigori Kaminski
Grigori Naúmovich Kaminski (en ruso: Григорий Наумович Ками́нский; Yekaterinoslav, 1 de noviembre de 1895-Moscú, 10 de febrero de 1938) fue un revolucionario bolchevique y político soviético. Fue uno de los principales organizadores del servicio de asistencia sanitaria en la Unión Soviética.
Fue miembro del POSDR en su facción bolchevique desde 1913, candidato a miembro del Comité Central de 1925 hasta 1937, miembro del Comité Ejecutivo Central Panruso (desde 1934), y del Comité Ejecutivo Central de la URSS.

## Biografía

### Primeros años
Nació en la familia de un herrero judío. A sus 19 años, vivió durante un año con un tío que era zapatero en Minsk. Se graduó de una escuela industrial y de un gimnasio en Minsk con una medalla de oro. Desde 1915, fue estudiante de la facultad de medicina de la Universidad de Moscú (aunque estudió solo dos cursos). Fue participante activo del movimiento revolucionario, por lo que fue perseguido y arrestado por sus actividades revolucionarias.
Desde 1913, fue miembro del Partido Obrero Socialdemócrata de Rusia en su facción bolchevique. En 1917, se convirtió en miembro de la Oficina Regional de Moscú del POSDR (b), y en marzo fue enviado a Tula. Fue elegido miembro del Consejo de Diputados de Trabajadores y Soldados de Tula, miembro de la Duma de la ciudad y miembro de la Asamblea Constituyente; uno de los organizadores, secretario y después presidente del Comité de la Ciudad de Tula del POSDR (b), en octubre-diciembre encabezó el Comité Militar Revolucionario provincial. Delegado del VI Congreso del POSDR de la organización Tula del POSDR (b). Fue el jefe de los periódicos de Tulshchina, en particular, el organizador y primer editor (1918-1920) del periódico provincial de Tula Kommunar. En 1918-1920 fue presidente del comité ejecutivo del Consejo Provincial de Tula y durante algún tiempo al mismo tiempo presidente del comité provincial del partido. En 1919 Presidente del Comité Militar Revolucionario Provincial.
Durante la lucha contra las tropas del general del Ejército Blanco, Antón Denikin en 1919, desde agosto, fue miembro del Sóviet Militar Revolucionario de la región fortificada de Tula del Frente Sur, en noviembre-diciembre miembro del Sóviet Militar Revolucionario de la 2ª ( Reserva) Ejército (formado en la provincia de Tula).
En 1920 fue enviado por el Comité Central del Partido de la RSS de Azerbaiyán. De 1920 hasta 1921 fue secretario ejecutivo del Comité Central del PC(b) de la República Socialista Soviética de Azerbaiyán, durante algún tiempo miembro del Buró del Comité Central del PC(b) de Azerbaiyán. En agosto de 1921, fue presidente del Sóviet de Trabajadores y Diputados del Ejército Rojo de Bakú.
En 1922 fue presidente de la junta directiva de Jlebotsentr, entre 1922 y 1923 fue presidente del Comité Central del Sindicato de Trabajadores de la Tierra y los Bosques de Toda Rusia en Vserabozemles. De 1923 a 1929, fue presidente de la Junta de la Unión de Cooperación Agrícola. Entre 1928 y 1929 fue presidente de la Unión de Colectivos Agrícolas de Toda Rusia (Koljozcenter). En estos cargos fue uno de los líderes de la colectivización.

### Desde 1929
De enero a agosto de 1930, jefe del departamento de agitación y propaganda del Comité Central del Partido Comunista (Bolchevique) de toda la Unión.
Desde 1930 fue secretario del comité del partido de la ciudad de Moscú, y de 1932 a 1934 fue presidente del comité ejecutivo regional de Moscú.
Desde febrero de 1934 hasta el 15 de marzo de 1937, dirigió el Comisariado del Pueblo para Salud de la RSFS de Rusia y, al mismo tiempo, desde 1935, el inspector sanitario jefe de la URSS. Además, desde el 20 de julio de 1936 al 25 de junio de 1937 también dirigió el Comisariado del Pueblo para la Salud de la URSS. Junto con Nikolái Semashko, fue el fundador de la tendencia preventiva en la medicina soviética. Entre los médicos, mantuvo estrechas relaciones con Iván Pávlov y Solomón Levit (ejecutado en mayo de 1938), entre otros.
En julio de 1935, se le nombró al Instituto Médico de Sverdlovsk con su nombre; varias otras instituciones también llevaron su nombre. Fue uno de los acusadores de Alekséi Rýkov acusado en 1936 de preparar un ataque terrorista contra Stalin en abril de 1932.
El 18 de febrero de 1937, Sergó Ordzhonikidze se suicidó, y Kaminsky tuvo que firmar un informe médico oficial en el que se afirmaba falsamente que había sufrido un infarto.
Fue detenido después de dar un discurso en el Pleno del Comité Central el mismo día 25 de junio de 1937, donde denunció al futuro jefe del NKVD, Lavrenti Beria, entonces jefe del partido en Transcaucasia, sacando a relucir un viejo rumor de que Beria había sido espía del partido político Müsavat en Azerbaiyán. El 26 de junio, se adoptó una resolución del pleno: "Excluir a Kaminski, por no ser digno de confianza, de la lista de candidatos a miembros del Comité Central del PCU (b) y del partido". El 8 de febrero de 1938 fue condenado a pena capital por el Colegio Militar de la Corte Suprema de la URSS en virtud del art. 58 del Código Penal de la RSFSR. Fue ejecutado el 10 de febrero de 1938. Su sucesor Mijail Boldyrev, sería ejecutado al año siguiente.
Fue rehabilitado póstumamente el 2 de marzo de 1955 por el Colegio Militar de la Corte Suprema de la URSS.
El nombre de G. N. Kaminsky es una de las calles de Tula.
El discurso de Kaminsky en el pleno de junio del partido y el posterior arresto, interrogatorio, tortura y ejecución está dedicado a la novela de Igor Minutko "En junio treinta y siete ..." (serie "Rusia. Historia en novelas" de la editorial Armada , 1997).